# Puchar Świata kobiet w skokach narciarskich 2018/2019
Sezon 2018/2019 Pucharu Świata kobiet w skokach narciarskich – ósmy sezon Pucharu Świata kobiet w skokach narciarskich, który rozpoczął się turniejem Lillehammer Triple 30 listopada 2018 roku i potrwał do 24 marca 2019 roku, gdzie zakończył się konkursem w Czajkowskim.
Wstępnie zaplanowanych zostało 27 konkursów, a w tym 24 konkursy indywidualne, dwa drużynowe oraz jeden mikst.
Po raz drugi wystartował turniej Lillehammer Triple, który zainauguruje sezon. Również w jego trakcie wystartują kolejne dwa, a będą to pierwsza kobieca edycja Raw Air, oraz turniej, który zakończy sezon – Russian Tour Blue Bird.
Oficjalny kalendarz został zatwierdzony w maju na kongresie FIS w Costa Navarino.
Zaplanowany na 8 grudnia konkurs drużyn mieszanych w Neustadt został odwołany z powodów finansowych. W rywalizacji pań nie zostanie on zastąpiony żadnym innym konkursem. Odwołano także zawody 9 grudnia. Dodatkową przyczyną odwołania zmagań była wysoka temperatura i opady deszczu.

## Zwycięzcy

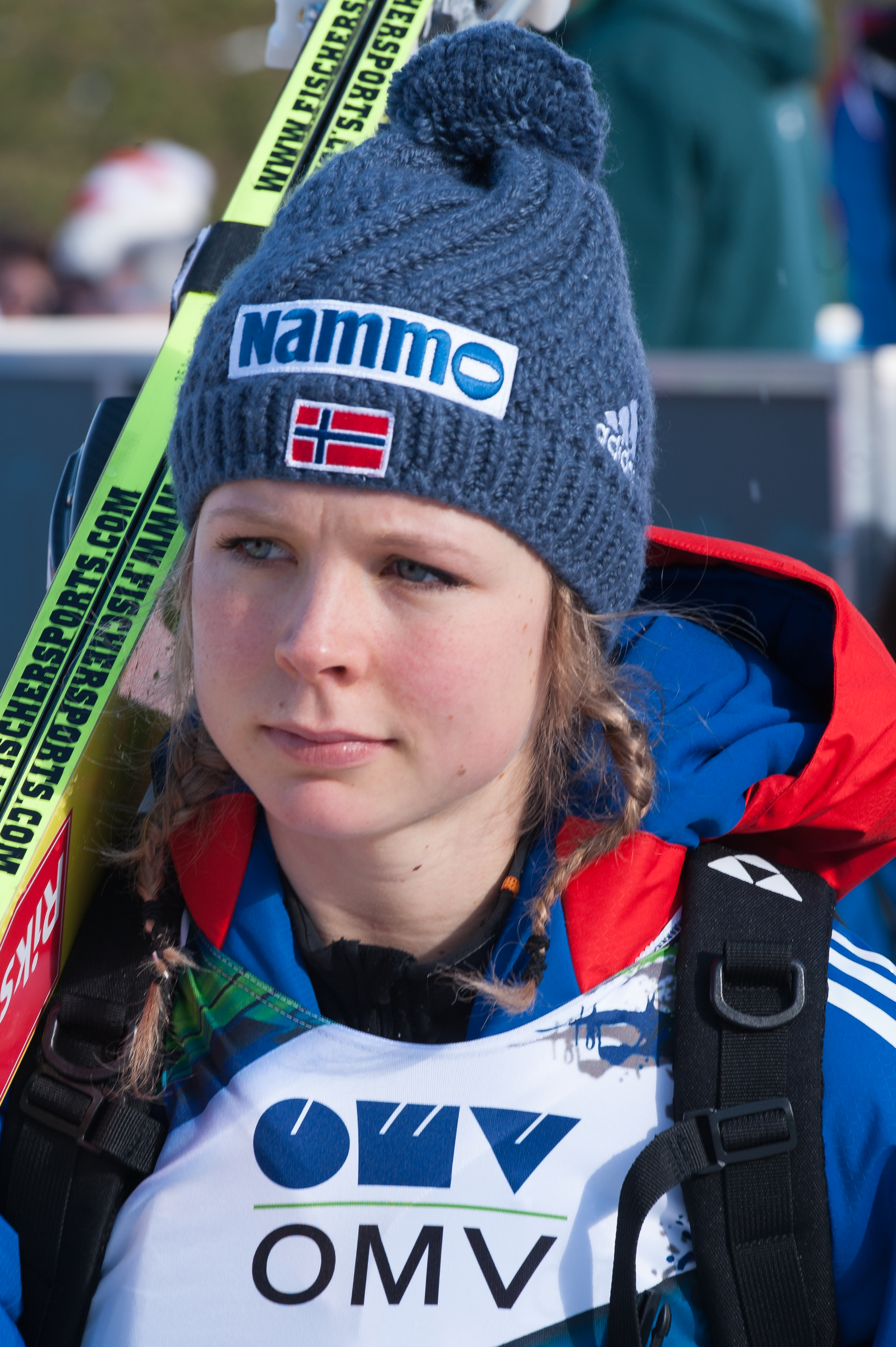
Maren Lundby, zwyciężczyni klasyfikacji generalnej Pucharu Świata oraz Raw Air
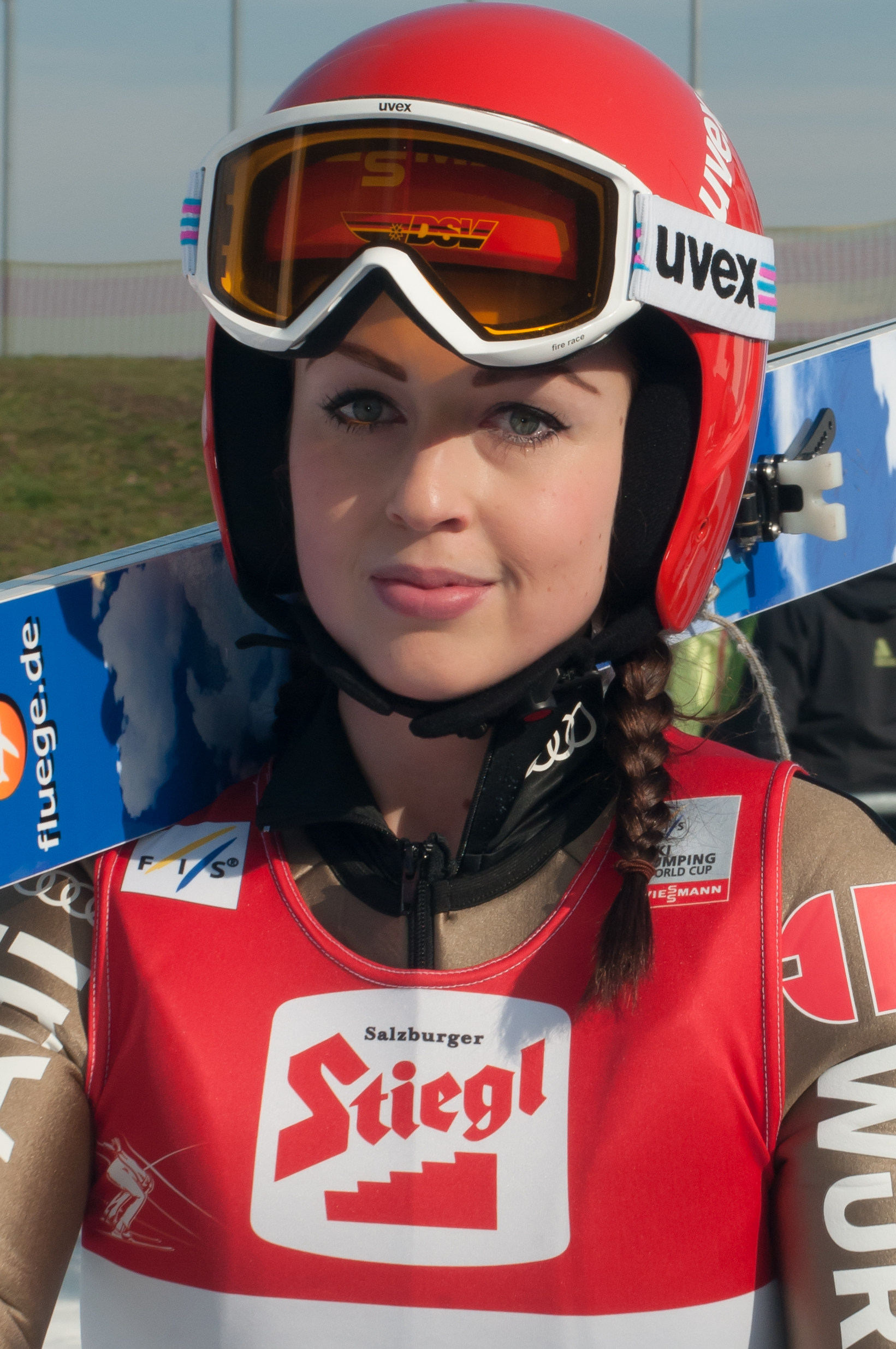
Juliane Seyfarth, zwyciężczyni klasyfikacji generalnej Russian Tour Blue Bird
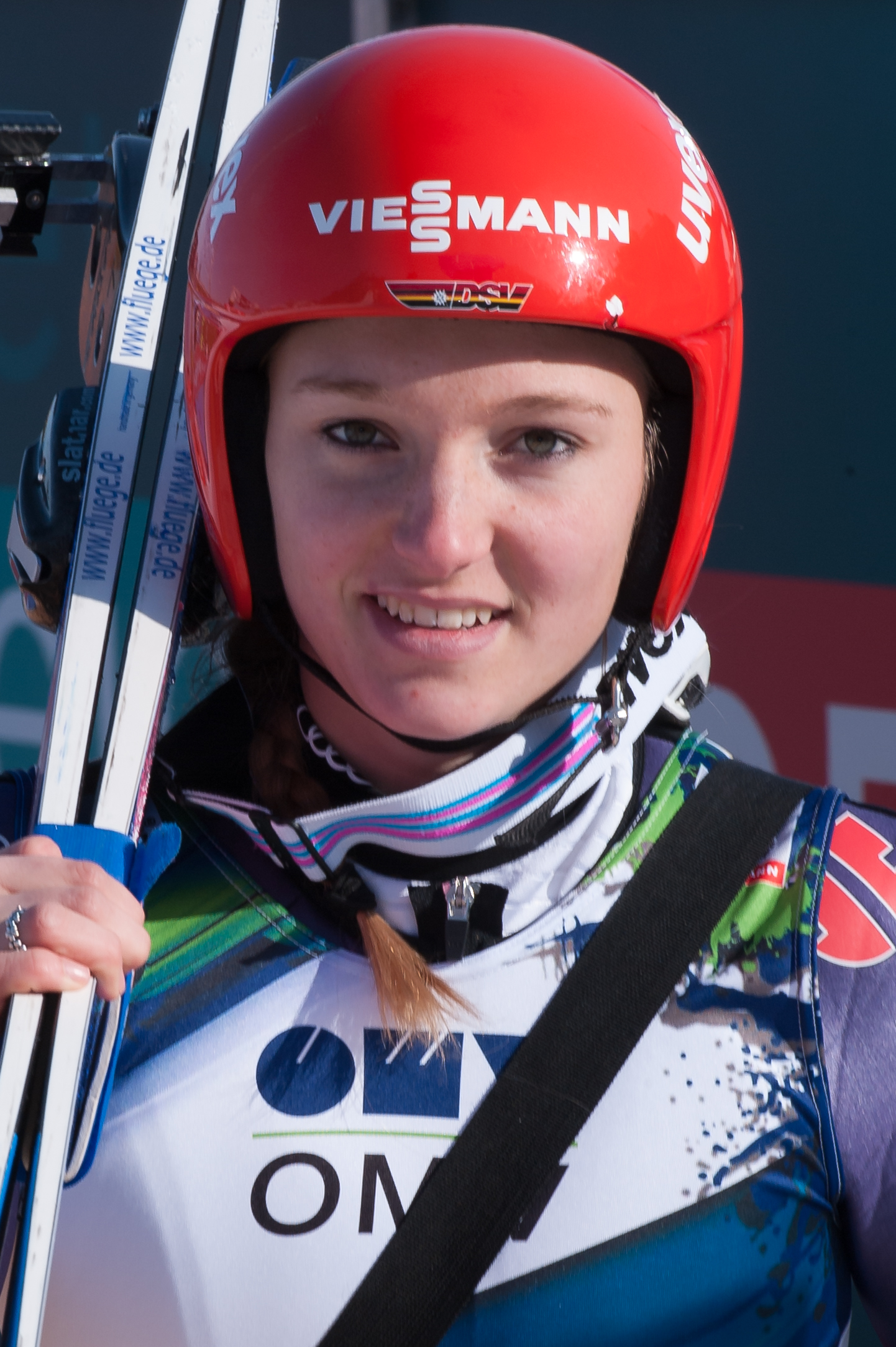
Katharina Althaus, zwyciężczyni klasyfikacji generalnej Lillehammer Triple
Reprezentacja Niemiec, zwycięzcy klasyfikacji generalnej Pucharu Narodów

## Kalendarz zawodów
| Lp.                                                                                   | Data                                                                         | Miejscowość                                                                  | HS                                                                           | Szczegóły                                                                    | Uwagi                                                                        | 1. miejsce                                                                       | 2. miejsce                                                                                       | 3. miejsce                                                                          |
| ------------------------------------------------------------------------------------- | ---------------------------------------------------------------------------- | ---------------------------------------------------------------------------- | ---------------------------------------------------------------------------- | ---------------------------------------------------------------------------- | ---------------------------------------------------------------------------- | -------------------------------------------------------------------------------- | ------------------------------------------------------------------------------------------------ | ----------------------------------------------------------------------------------- |
| 1.                                                                                    | 30 listopada 2018                                                            | Lillehammer                                                                  | HS98                                                                         | szczegóły                                                                    | LT                                                                           | Juliane Seyfarth                                                                 | Maren Lundby                                                                                     | Sara Takanashi                                                                      |
| 2.                                                                                    | 1 grudnia 2018                                                               | Lillehammer                                                                  | HS98                                                                         | szczegóły                                                                    | LT                                                                           | Lidija Jakowlewa                                                                 | Maren Lundby                                                                                     | Ema Klinec                                                                          |
| 3.                                                                                    | 2 grudnia 2018                                                               | Lillehammer                                                                  | HS140                                                                        | szczegóły                                                                    | LT                                                                           | Katharina Althaus                                                                | Ramona Straub                                                                                    | Daniela Iraschko-Stolz                                                              |
| Lillehammer Triple 2018 – klasyfikacja końcowa                                        | Lillehammer Triple 2018 – klasyfikacja końcowa                               | Lillehammer Triple 2018 – klasyfikacja końcowa                               | Lillehammer Triple 2018 – klasyfikacja końcowa                               | Lillehammer Triple 2018 – klasyfikacja końcowa                               | Lillehammer Triple 2018 – klasyfikacja końcowa                               | Katharina Althaus                                                                | Juliane Seyfarth                                                                                 | Ramona Straub                                                                       |
|                                                                                       |                                                                              |                                                                              |                                                                              |                                                                              |                                                                              |                                                                                  |                                                                                                  |                                                                                     |
| –                                                                                     | 8 grudnia 2018                                                               | Titisee-Neustadt                                                             | HS142                                                                        | —                                                                            | mikst                                                                        | odwołane                                                                         | odwołane                                                                                         | odwołane                                                                            |
| –                                                                                     | 9 grudnia 2018                                                               | Titisee-Neustadt                                                             | HS142                                                                        | —                                                                            | –                                                                            | odwołane                                                                         | odwołane                                                                                         | odwołane                                                                            |
| 4.                                                                                    | 15 grudnia 2018                                                              | Prémanon                                                                     | HS90                                                                         | szczegóły                                                                    | –                                                                            | Katharina Althaus                                                                | Sara Takanashi                                                                                   | Ema Klinec                                                                          |
| 5.                                                                                    | 16 grudnia 2018                                                              | Prémanon                                                                     | HS90                                                                         | szczegóły                                                                    | –                                                                            | Katharina Althaus                                                                | Maren Lundby                                                                                     | Sara Takanashi                                                                      |
| 6.                                                                                    | 12 stycznia 2019                                                             | Sapporo                                                                      | HS137                                                                        | szczegóły                                                                    | –                                                                            | Daniela Iraschko-Stolz                                                           | Juliane Seyfarth                                                                                 | Maren Lundby                                                                        |
| 7.                                                                                    | 13 stycznia 2019                                                             | Sapporo                                                                      | HS137                                                                        | szczegóły                                                                    | –                                                                            | Maren Lundby                                                                     | Katharina Althaus                                                                                | Juliane Seyfarth                                                                    |
| 8.                                                                                    | 18 stycznia 2019                                                             | Zaō                                                                          | HS102                                                                        | szczegóły                                                                    | –                                                                            | Daniela Iraschko-Stolz                                                           | Sara Takanashi                                                                                   | Katharina Althaus                                                                   |
| 9.                                                                                    | 19 stycznia 2019                                                             | Zaō                                                                          | HS102                                                                        | szczegóły                                                                    | druż.                                                                        | Niemcy 1. Juliane Seyfarth 2. Ramona Straub 3. Carina Vogt 4. Katharina Althaus  | Austria 1. Jacqueline Seifriedsberger 2. Eva Pinkelnig 3. Chiara Hölzl 4. Daniela Iraschko-Stolz | Japonia 1. Yūki Itō 2. Yūka Setō 3. Kaori Iwabuchi 4. Sara Takanashi                |
| 10.                                                                                   | 20 stycznia 2019                                                             | Zaō                                                                          | HS102                                                                        | szczegóły                                                                    | –                                                                            | Maren Lundby                                                                     | Anna Odine Strøm                                                                                 | Carina Vogt                                                                         |
| 11.                                                                                   | 26 stycznia 2019                                                             | Râșnov                                                                       | HS97                                                                         | szczegóły                                                                    | –                                                                            | Maren Lundby                                                                     | Katharina Althaus                                                                                | Sara Takanashi                                                                      |
| 12.                                                                                   | 27 stycznia 2019                                                             | Râșnov                                                                       | HS97                                                                         | szczegóły                                                                    | –                                                                            | Maren Lundby                                                                     | Carina Vogt                                                                                      | Juliane Seyfarth                                                                    |
| 13.                                                                                   | 2 lutego 2019                                                                | Hinzenbach                                                                   | HS94                                                                         | szczegóły                                                                    | –                                                                            | Maren Lundby                                                                     | Juliane Seyfarth                                                                                 | Katharina Althaus                                                                   |
| 14.                                                                                   | 3 lutego 2019                                                                | Hinzenbach                                                                   | HS94                                                                         | szczegóły                                                                    | –                                                                            | Maren Lundby                                                                     | Sara Takanashi                                                                                   | Katharina Althaus                                                                   |
| 15.                                                                                   | 8 lutego 2019                                                                | Ljubno                                                                       | HS94                                                                         | szczegóły                                                                    | –                                                                            | Maren Lundby                                                                     | Sara Takanashi                                                                                   | Urša Bogataj                                                                        |
| 16.                                                                                   | 9 lutego 2019                                                                | Ljubno                                                                       | HS94                                                                         | szczegóły                                                                    | druż.                                                                        | Niemcy 1. Carina Vogt 2. Anna Rupprecht 3. Juliane Seyfarth 4. Katharina Althaus | Słowenia 1. Jerneja Brecl 2. Špela Rogelj 3. Nika Križnar 4. Urša Bogataj                        | Austria 1. Jacqueline Seifriedsberger 2. Lisa Eder 3. Chiara Hölzl 4. Eva Pinkelnig |
| 17.                                                                                   | 10 lutego 2019                                                               | Ljubno                                                                       | HS94                                                                         | szczegóły                                                                    | –                                                                            | Sara Takanashi                                                                   | Maren Lundby                                                                                     | Juliane Seyfarth                                                                    |
| 18.                                                                                   | 16 lutego 2019                                                               | Oberstdorf                                                                   | HS137                                                                        | szczegóły                                                                    | –                                                                            | Maren Lundby                                                                     | Katharina Althaus                                                                                | Urša Bogataj                                                                        |
| 19.                                                                                   | 17 lutego 2019                                                               | Oberstdorf                                                                   | HS137                                                                        | szczegóły                                                                    | –                                                                            | Maren Lundby                                                                     | Juliane Seyfarth                                                                                 | Sara Takanashi                                                                      |
|                                                                                       |                                                                              |                                                                              |                                                                              |                                                                              |                                                                              |                                                                                  |                                                                                                  |                                                                                     |
| Mistrzostwa Świata w Narciarstwie Klasycznym 2019 • Seefeld, 19 lutego – 3 marca 2019 |                                                                              |                                                                              |                                                                              |                                                                              |                                                                              |                                                                                  |                                                                                                  |                                                                                     |
|                                                                                       |                                                                              |                                                                              |                                                                              |                                                                              |                                                                              |                                                                                  |                                                                                                  |                                                                                     |
| 20.                                                                                   | 10 marca 2019                                                                | Oslo                                                                         | HS134                                                                        | szczegóły                                                                    | RA                                                                           | Daniela Iraschko-Stolz                                                           | Juliane Seyfarth                                                                                 | Katharina Althaus                                                                   |
| 21.                                                                                   | 12 marca 2019                                                                | Lillehammer                                                                  | HS140                                                                        | szczegóły                                                                    | RA                                                                           | Maren Lundby                                                                     | Katharina Althaus                                                                                | Eva Pinkelnig                                                                       |
| 22.                                                                                   | 14 marca 2019                                                                | Trondheim                                                                    | HS138                                                                        | szczegóły                                                                    | RA                                                                           | Maren Lundby                                                                     | Juliane Seyfarth                                                                                 | Eva Pinkelnig                                                                       |
| Raw Air 2019 – klasyfikacja końcowa                                                   | Raw Air 2019 – klasyfikacja końcowa                                          | Raw Air 2019 – klasyfikacja końcowa                                          | Raw Air 2019 – klasyfikacja końcowa                                          | Raw Air 2019 – klasyfikacja końcowa                                          | Raw Air 2019 – klasyfikacja końcowa                                          | Maren Lundby                                                                     | Katharina Althaus                                                                                | Juliane Seyfarth                                                                    |
| 23.                                                                                   | 16 marca 2019                                                                | Niżny Tagił                                                                  | HS97                                                                         | szczegóły                                                                    | RTBB                                                                         | Juliane Seyfarth                                                                 | Maren Lundby                                                                                     | Anna Odine Strøm                                                                    |
| 24.                                                                                   | 17 marca 2019                                                                | Niżny Tagił                                                                  | HS97                                                                         | szczegóły                                                                    | RTBB                                                                         | Juliane Seyfarth                                                                 | Maren Lundby                                                                                     | Katharina Althaus                                                                   |
| 25.                                                                                   | 23 marca 2019                                                                | Czajkowskij                                                                  | HS102                                                                        | szczegóły                                                                    | RTBB                                                                         | Juliane Seyfarth                                                                 | Katharina Althaus                                                                                | Sara Takanashi                                                                      |
| 26.                                                                                   | 24 marca 2019                                                                | Czajkowskij                                                                  | HS140                                                                        | szczegóły                                                                    | RTBB                                                                         | Maren Lundby                                                                     | Juliane Seyfarth                                                                                 | Nika Križnar                                                                        |
| Russian Tour Blue Bird 2019 – klasyfikacja końcowa                                    | Russian Tour Blue Bird 2019 – klasyfikacja końcowa                           | Russian Tour Blue Bird 2019 – klasyfikacja końcowa                           | Russian Tour Blue Bird 2019 – klasyfikacja końcowa                           | Russian Tour Blue Bird 2019 – klasyfikacja końcowa                           | Russian Tour Blue Bird 2019 – klasyfikacja końcowa                           | Juliane Seyfarth                                                                 | Maren Lundby                                                                                     | Katharina Althaus                                                                   |
|                                                                                       |                                                                              |                                                                              |                                                                              |                                                                              |                                                                              |                                                                                  |                                                                                                  |                                                                                     |
| Puchar Świata kobiet w skokach narciarskich 2018/2019 – klasyfikacja końcowa          | Puchar Świata kobiet w skokach narciarskich 2018/2019 – klasyfikacja końcowa | Puchar Świata kobiet w skokach narciarskich 2018/2019 – klasyfikacja końcowa | Puchar Świata kobiet w skokach narciarskich 2018/2019 – klasyfikacja końcowa | Puchar Świata kobiet w skokach narciarskich 2018/2019 – klasyfikacja końcowa | Puchar Świata kobiet w skokach narciarskich 2018/2019 – klasyfikacja końcowa | Maren Lundby                                                                     | Katharina Althaus                                                                                | Juliane Seyfarth                                                                    |

## Skocznie
| LillehammerHinterzartenRâșnovHinzenbachLjubnoOsloPrémanonNeustadtOberstdorfTrondheimCzajkowskij Miejsca zawodów w Europie | SapporoZaōNiżny Tagił Miejsca zawodów w Azji |

W tabeli podano rekordy skoczni obowiązujące przed rozpoczęciem Pucharu Świata kobiet 2018/2019 lub ustanowione bądź wyrównane w trakcie jego trwania (wyróżnione wytłuszczeniem).
| Zdjęcie        | Nazwa skoczni               | Miejscowość | K      | HS      | Rekord skoczni   | Rekord skoczni         | Rekord skoczni |
| Zdjęcie        | Nazwa skoczni               | Miejscowość | K      | HS      | Odległość        | Rekordzistka           | Data           |
| -------------- | --------------------------- | ----------- | ------ | ------- | ---------------- | ---------------------- | -------------- |
|                | Lysgårdsbakken              | Lillehammer | K-123  | HS-140  | 141,5 m          | Maren Lundby           | 11.03.2019     |
| K-90           | Lysgårdsbakken              | Lillehammer | HS-98  | 104,5 m | Ema Klinec       | 07.12.2013             |                |
|                | Les Tuffes                  | Prémanon    | K-81   | HS-90   | 94,5 m           | Katharina Althaus      | 15.12.2018     |
|                | Ōkurayama                   | Sapporo     | K-123  | HS-137  | 135,0 m          | Maren Lundby           | 12.01.2019     |
|                | Yamagata                    | Zaō         | K-95   | HS-102  | 106,0 m          | Sara Takanashi         | 22.01.2016     |
|                | Trambulina Valea Cărbunării | Râșnov      | K-90   | HS-97   | 102,0 m          | Maren Lundby           | 04.03.2018     |
|                | Aigner-Schanze              | Hinzenbach  | K-85   | HS-90   | 98,0 m           | Sara Takanashi         | 07.02.2016     |
|                | Logarska dolina             | Ljubno      | K-85   | HS-94   | 96,5 m           | Daniela Iraschko-Stolz | 12.02.2017     |
|                | Schattenbergschanze         | Oberstdorf  | K-125  | HS-137  | 135,5 m          | Maren Lundby           | 17.02.2019     |
|                | Holmenkollbakken            | Oslo        | K-120  | HS-134  | 137,5 m          | Sara Takanashi         | 04.02.2016     |
|                | Granåsen                    | Trondheim   | K-124  | HS-138  | 137,5 m          | Juliane Seyfarth       | 14.03.2019     |
|                | Aist                        | Niżny Tagił | K-90   | HS-97   | 102,0 m          | Sara Takanashi         | 10.12.2016     |
|                | Snieżynka                   | Czajkowskij | K-95   | HS-102  | 103,0 m          | Irina Awwakumowa       | 03.01.2014     |
| Sara Takanashi | Snieżynka                   | Czajkowskij | K-95   | HS-102  | 103,0 m          | 04.01.2014             |                |
| K-125          | Snieżynka                   | Czajkowskij | HS-140 | 141,0 m | Juliane Seyfarth | 24.03.2019             |                |

## Statystyki indywidualne
| Zawodniczka | Lillehammer 30.11 | Lillehammer 01.12 | Lillehammer 02.12 | Prémanon 15.12 | Prémanon 16.12 | Sapporo 12.01 | Sapporo 13.01 | Zaō 18.01 | Zaō 20.01 | Râșnov 26.01 | Râșnov 27.01 | Hinzenbach 02.02 | Hinzenbach 03.02 | Ljubno 08.02 | Ljubno 10.02 | Oberstdorf 16.02 | Oberstdorf 17.02 | Trondheim 10.03 | Lillehammer 12.03 | Oslo 14.03 | Niżny Tagił 16.03 | Niżny Tagił 17.03 | Czajkowskij 23.03 | Czajkowskij 24.03 |
| Austria | Austria           | Austria           | Austria           | Austria        | Austria        | Austria       | Austria       | Austria   | Austria   | Austria      | Austria      | Austria          | Austria          | Austria      | Austria      | Austria          | Austria          | Austria         | Austria           | Austria    | Austria           | Austria           | Austria           | Austria           |
| --- | ----------------- | ----------------- | ----------------- | -------------- | -------------- | ------------- | ------------- | --------- | --------- | ------------ | ------------ | ---------------- | ---------------- | ------------ | ------------ | ---------------- | ---------------- | --------------- | ----------------- | ---------- | ----------------- | ----------------- | ----------------- | ----------------- |
| Lisa Eder | –                 | –                 | –                 | 20             | 30             | –             | –             | –         | –         | –            | –            | q                | 37               | 32           | 43           | –                | –                | –               | –                 | –          | –                 | –                 | –                 | –                 |
| Katharina Ellmauer | –                 | –                 | –                 | –              | –              | –             | –             | –         | –         | –            | –            | q                | q                | –            | –            | –                | –                | –               | –                 | –          | –                 | –                 | –                 | –                 |
| Chiara Hölzl | 15                | 21                | 39                | 11             | 22             | 10            | 14            | 11        | 14        | 7            | 9            | 10               | 5                | 11           | 11           | 5                | 11               | 6               | 18                | 7          | 7                 | 7                 | 5                 | 6                 |
| Julia Huber | –                 | –                 | –                 | –              | –              | –             | –             | –         | –         | 36           | 33           | q                | q                | –            | –            | –                | –                | –               | –                 | –          | –                 | –                 | –                 | –                 |
| Daniela Iraschko-Stolz | 11                | 6                 | 3                 | dsq            | 5              | 1             | 5             | 1         | 5         | 14           | 11           | q                | –                | –            | –            | –                | –                | 1               | 4                 | 4          | –                 | –                 | –                 | –                 |
| Marita Kramer | –                 | –                 | –                 | 38             | 35             | –             | –             | –         | –         | –            | –            | q                | 38               | 38           | 40           | –                | –                | –               | –                 | –          | –                 | –                 | –                 | –                 |
| Vanessa Moharitsch | –                 | –                 | –                 | –              | –              | –             | –             | –         | –         | –            | –            | q                | q                | –            | –            | –                | –                | –               | –                 | –          | –                 | –                 | –                 | –                 |
| Eva Pinkelnig | 7                 | 10                | 4                 | 18             | 12             | 5             | 4             | 12        | 4         | 9            | 4            | 17               | 10               | 7            | 13           | 12               | 6                | 11              | 3                 | 3          | 5                 | 8                 | 9                 | 11                |
| Claudia Purker | –                 | –                 | –                 | –              | –              | –             | –             | –         | –         | –            | –            | 38               | 40               | –            | –            | –                | –                | –               | –                 | –          | –                 | –                 | –                 | –                 |
| Elisabeth Raudaschl | –                 | –                 | –                 | –              | –              | –             | –             | –         | –         | 32           | 34           | q                | q                | –            | –            | –                | –                | –               | –                 | –          | –                 | –                 | –                 | –                 |
| Jacqueline Seifriedsberger | 29                | 38                | 13                | 15             | 17             | 22            | 25            | 21        | 27        | 11           | 13           | 22               | 23               | 13           | 20           | 16               | 20               | 21              | 34                | 18         | 12                | 15                | 4                 | 4                 |
| Sophie Sorschag | –                 | –                 | –                 | –              | –              | –             | –             | –         | –         | –            | –            | q1               | q                | –            | –            | –                | –                | –               | –                 | –          | –                 | –                 | –                 | –                 |
| Chiny |                   |                   |                   |                |                |               |               |           |           |              |              |                  |                  |              |              |                  |                  |                 |                   |            |                   |                   |                   |                   |
| Chang Xinyue | –                 | –                 | –                 | –              | –              | –             | –             | –         | –         | dns          | –            | –                | –                | –            | –            | –                | –                | –               | –                 | –          | –                 | –                 | –                 | –                 |
| Li Xueyao | 28                | 34                | 38                | 24             | 24             | 20            | 30            | 26        | 37        | 17           | 24           | 33               | 29               | q2           | –            | –                | –                | –               | –                 | –          | –                 | –                 | –                 | –                 |
| Ma Tong | 37                | q                 | q                 | q              | q              | q             | 40            | 41        | 38        | 35           | 32           | q                | q                | q2           | –            | –                | –                | –               | –                 | –          | –                 | –                 | –                 | –                 |
| Wang Sijia | –                 | –                 | –                 | –              | –              | –             | –             | –         | 44        | 41           | 37           | q                | q                | –            | –            | –                | –                | –               | –                 | –          | –                 | –                 | –                 | –                 |
| Zhou Fangyu | –                 | –                 | –                 | –              | –              | –             | –             | –         | 42        | 39           | 39           | q                | q2               | q2           | –            | –                | –                | –               | –                 | –          | –                 | –                 | –                 | –                 |
| Czechy |                   |                   |                   |                |                |               |               |           |           |              |              |                  |                  |              |              |                  |                  |                 |                   |            |                   |                   |                   |                   |
| Barbora Blažková | q                 | q                 | q                 | q              | q              | –             | –             | –         | –         | –            | –            | 37               | q                | q            | 48           | q                | q2               | –               | –                 | –          | –                 | –                 | –                 | –                 |
| Karolína Indráčková | q                 | q                 | 37                | q              | 36             | –             | –             | –         | –         | –            | –            | 39               | q                | 35           | 42           | 36               | 29               | 27              | 33                | 31         | –                 | –                 | –                 | –                 |
| Marta Křepelková | –                 | –                 | –                 | –              | –              | –             | –             | –         | –         | –            | –            | –                | –                | q            | 49           | –                | –                | –               | –                 | –          | –                 | –                 | –                 | –                 |
| Zdena Pešatová | –                 | –                 | –                 | –              | –              | –             | –             | –         | –         | –            | –            | 34               | q                | 34           | 30           | 38               | q2               | 31              | q                 | 35         | –                 | –                 | –                 | –                 |
| Štěpánka Ptáčková | q1                | q                 | q1                | q1             | q              | –             | –             | –         | –         | –            | –            | q                | q                | –            | –            | q                | 33               | 25              | 37                | dsq        | –                 | –                 | –                 | –                 |
| Finlandia |                   |                   |                   |                |                |               |               |           |           |              |              |                  |                  |              |              |                  |                  |                 |                   |            |                   |                   |                   |                   |
| Susanna Forsström | q1                | q                 | q                 | –              | –              | –             | –             | –         | –         | –            | –            | –                | –                | q            | 45           | –                | –                | q               | q                 | q          | –                 | –                 | –                 | –                 |
| Julia Kykkänen | dsq               | q                 | 35                | 27             | q              | 21            | 29            | 27        | 23        | 26           | 23           | 20               | 28               | 26           | 27           | 33               | 36               | 22              | 24                | 20         | 25                | 29                | 29                | 28                |
| Julia Tervahartiala | q                 | q                 | q                 | q              | q              | –             | –             | –         | –         | –            | –            | –                | –                | –            | –            | –                | –                | –               | –                 | –          | –                 | –                 | –                 | –                 |
| Francja |                   |                   |                   |                |                |               |               |           |           |              |              |                  |                  |              |              |                  |                  |                 |                   |            |                   |                   |                   |                   |
| Océane Avocat Gros | 26                | 32                | q                 | q              | 33             | 35            | 37            | 37        | 25        | 27           | 29           | 27               | 33               | 37           | 33           | 30               | 40               | –               | –                 | –          | 33                | 31                | 34                | –                 |
| Julia Clair | 33                | 33                | 28                | 25             | q              | –             | –             | –         | –         | –            | –            | –                | –                | –            | –            | –                | –                | –               | –                 | –          | –                 | –                 | –                 | –                 |
| Léa Lemare | 23                | 20                | 14                | 28             | 34             | 24            | 22            | 25        | 24        | 24           | 19           | 25               | 34               | q            | 41           | –                | –                | –               | –                 | –          | –                 | –                 | –                 | –                 |
| Lucile Morat | 21                | 22                | 18                | 14             | 24             | 39            | 28            | 20        | 26        | –            | –            | 29               | 27               | 31           | 36           | –                | –                | 35              | 32                | 32         | 27                | 22                | 26                | 26                |
| Joséphine Pagnier | –                 | –                 | –                 | 30             | 31             | –             | –             | –         | –         | –            | –            | q                | 24               | 23           | 19           | dsq              | 28               | 34              | 15                | 13         | 20                | dsq               | 23                | 23                |
| Japonia |                   |                   |                   |                |                |               |               |           |           |              |              |                  |                  |              |              |                  |                  |                 |                   |            |                   |                   |                   |                   |
| Yūki Itō | 14                | 18                | 9                 | 10             | 18             | 6             | 10            | 9         | 11        | –            | –            | 15               | 8                | 12           | 16           | 11               | 5                | 10              | 8                 | 9          | 8                 | 10                | 14                | 7                 |
| Kaori Iwabuchi | 19                | 19                | 29                | 19             | 27             | 19            | 24            | 15        | 22        | –            | –            | 23               | 32               | q            | 39           | 19               | 22               | 29              | 26                | 26         | 34                | 27                | 32                | 20                |
| Haruka Iwasa | 32                | 39                | q                 | 36             | 37             | 26            | 32            | 34        | –         | –            | –            | –                | –                | –            | –            | –                | –                | –               | –                 | –          | –                 | –                 | –                 | –                 |
| Yūka Kobayashi | –                 | –                 | –                 | –              | –              | q             | –             | 42        | –         | –            | –            | –                | –                | –            | –            | –                | –                | –               | –                 | –          | –                 | –                 | –                 | –                 |
| Nozomi Maruyama | q                 | 29                | 25                | 23             | 23             | 15            | 17            | 24        | 29        | 18           | 16           | 11               | 22               | 18           | 35           | 13               | 17               | 14              | 23                | 19         | 19                | 12                | 12                | 14                |
| Ren Mikase | –                 | –                 | –                 | –              | –              | q             | –             | 40        | –         | –            | –            | –                | –                | –            | –            | –                | –                | –               | –                 | –          | –                 | –                 | –                 | –                 |
| Kaede Narita | –                 | –                 | –                 | –              | –              | q             | –             | 46        | –         | –            | –            | –                | –                | –            | –            | –                | –                | –               | –                 | –          | –                 | –                 | –                 | –                 |
| Shihori Ōi | –                 | –                 | –                 | –              | –              | 36            | –             | 32        | –         | –            | –            | –                | –                | –            | –            | –                | –                | 28              | 40                | 37         | –                 | –                 | –                 | –                 |
| Rio Setō | –                 | –                 | –                 | –              | –              | q             | –             | 44        | –         | –            | –            | –                | –                | –            | –            | –                | –                | –               | –                 | –          | –                 | –                 | –                 | –                 |
| Yūka Setō | q1                | 8                 | 30                | 33             | 26             | 13            | q1            | 19        | 13        | –            | –            | 26               | 26               | 21           | 28           | 17               | 24               | 12              | 25                | 21         | 24                | 18                | 21                | 16                |
| Misaki Shigeno | –                 | –                 | –                 | –              | –              | 27            | –             | 28        | 30        | –            | –            | –                | –                | –            | –            | –                | –                | –               | –                 | –          | –                 | –                 | –                 | –                 |
| Sara Takanashi | 3                 | dsq               | 11                | 2              | 3              | 11            | 8             | 2         | 6         | 3            | 7            | 4                | 2                | 2            | 1            | 4                | 3                | 4               | 14                | 6          | 9                 | 5                 | 3                 | 8                 |
| Kanada |                   |                   |                   |                |                |               |               |           |           |              |              |                  |                  |              |              |                  |                  |                 |                   |            |                   |                   |                   |                   |
| Natasha Bodnarchuk | –                 | –                 | –                 | q              | q              | –             | –             | –         | –         | 37           | 40           | q                | q2               | –            | –            | –                | –                | –               | –                 | –          | –                 | –                 | –                 | –                 |
| Natalie Eilers | –                 | –                 | –                 | –              | –              | –             | –             | –         | –         | 31           | 27           | q                | q                | q            | 52           | –                | –                | –               | –                 | –          | –                 | –                 | –                 | –                 |
| Abigail Strate | –                 | –                 | –                 | q              | 39             | –             | –             | –         | –         | –            | –            | –                | –                | –            | –            | –                | –                | –               | –                 | –          | –                 | –                 | –                 | –                 |
| Kazachstan |                   |                   |                   |                |                |               |               |           |           |              |              |                  |                  |              |              |                  |                  |                 |                   |            |                   |                   |                   |                   |
| Walentina Sdierżykowa | q                 | q                 | q                 | q              | q2             | –             | –             | –         | –         | –            | –            | –                | –                | –            | –            | –                | –                | –               | –                 | –          | 39                | 36                | 38                | –                 |
| Wieronika Szyszkina | q                 | q                 | q2                | q              | q              | –             | –             | –         | –         | –            | –            | –                | –                | –            | –            | –                | –                | –               | –                 | –          | q                 | 35                | 35                | –                 |
| Alina Tuchtajewa | q2                | q2                | q2                | –              | –              | –             | –             | –         | –         | –            | –            | –                | –                | –            | –            | –                | –                | –               | –                 | –          | –                 | –                 | –                 | –                 |
| Korea Południowa |                   |                   |                   |                |                |               |               |           |           |              |              |                  |                  |              |              |                  |                  |                 |                   |            |                   |                   |                   |                   |
| Park Guy-lim | –                 | –                 | –                 | –              | –              | –             | –             | –         | –         | –            | –            | –                | –                | q            | 44           | –                | –                | –               | –                 | –          | –                 | –                 | –                 | –                 |
| Niemcy |                   |                   |                   |                |                |               |               |           |           |              |              |                  |                  |              |              |                  |                  |                 |                   |            |                   |                   |                   |                   |
| Katharina Althaus | 4                 | 4                 | 1                 | 1              | 1              | 4             | 2             | 3         | 8         | 2            | 5            | 3                | 3                | 4            | 10           | 2                | 4                | 3               | 2                 | 5          | 4                 | 3                 | 2                 | 5                 |
| Selina Freitag | –                 | –                 | –                 | –              | –              | –             | –             | –         | –         | –            | –            | –                | –                | –            | –            | 28               | 34               | –               | –                 | –          | –                 | –                 | –                 | –                 |
| Pauline Heßler | 25                | 25                | 24                | 32             | q              | 37            | 31            | 33        | 31        | 22           | 26           | –                | –                | 28           | 34           | 37               | 39               | –               | –                 | –          | –                 | –                 | –                 | –                 |
| Alina Ihle | –                 | –                 | –                 | –              | –              | –             | –             | –         | –         | –            | –            | –                | –                | –            | –            | q                | q1               | –               | –                 | –          | –                 | –                 | –                 | –                 |
| Arantxa Lancho | –                 | –                 | –                 | –              | –              | –             | –             | –         | –         | –            | –            | –                | –                | –            | –            | q                | q                | –               | –                 | –          | –                 | –                 | –                 | –                 |
| Josephin Laue | –                 | –                 | –                 | –              | –              | –             | –             | –         | –         | –            | –            | –                | –                | –            | –            | q                | q                | –               | –                 | –          | –                 | –                 | –                 | –                 |
| Agnes Reisch | –                 | –                 | –                 | –              | –              | –             | –             | –         | –         | –            | –            | –                | –                | –            | –            | 25               | 32               | –               | –                 | –          | –                 | –                 | –                 | –                 |
| Anna Rupprecht | 24                | 27                | 33                | 21             | 14             | 25            | 15            | 22        | 17        | 10           | 15           | 16               | 15               | 19           | 17           | 24               | 19               | 24              | 35                | q2         | –                 | –                 | –                 | –                 |
| Juliane Seyfarth | 1                 | 5                 | 8                 | 16             | 11             | 2             | 3             | 8         | 18        | 4            | 3            | 2                | 4                | 5            | 3            | 6                | 2                | 2               | 5                 | 2          | 1                 | 1                 | 1                 | 2                 |
| Ramona Straub | 6                 | 12                | 2                 | 17             | 21             | 7             | 6             | 17        | 9         | 15           | 8            | 13               | 20               | –            | –            | 9                | 13               | 7               | –                 | –          | –                 | –                 | –                 | –                 |
| Carina Vogt | 5                 | 15                | 7                 | 7              | 15             | 8             | 11            | 13        | 3         | 8            | 2            | 6                | 6                | 9            | 12           | 8                | 7                | 18              | 22                | 17         | 21                | 23                | 17                | 12                |
| Svenja Würth | –                 | –                 | –                 | –              | –              | –             | –             | –         | –         | –            | –            | 19               | 21               | 27           | 31           | 22               | 18               | 26              | 20                | 28         | 26                | 26                | 25                | 27                |
| Norwegia |                   |                   |                   |                |                |               |               |           |           |              |              |                  |                  |              |              |                  |                  |                 |                   |            |                   |                   |                   |                   |
| Ingebjørg Saglien Bråten | 27                | 31                | 17                | q              | q              | q             | q1            | 45        | 41        | –            | –            | q                | q                | 36           | dns          | 35               | 35               | 40              | 21                | 23         | q                 | 34                | 37                | –                 |
| Thea Sofie Kleven | q1                | q                 | q2                | –              | –              | –             | –             | –         | –         | –            | –            | –                | –                | –            | –            | –                | –                | –               | –                 | –          | –                 | –                 | –                 | –                 |
| Maren Lundby | 2                 | 2                 | 22                | 9              | 2              | 3             | 1             | 4         | 1         | 1            | 1            | 1                | 1                | 1            | 2            | 1                | 1                | 5               | 1                 | 1          | 2                 | 2                 | 7                 | 1                 |
| Silje Opseth | 38                | 9                 | 15                | 22             | 19             | 18            | 19            | 23        | 20        | –            | –            | 14               | 16               | 22           | 22           | 7                | 9                | 17              | 7                 | 10         | 13                | 13                | 13                | 10                |
| Karoline Røstad | q                 | q                 | q2                | –              | –              | –             | –             | –         | –         | 34           | 31           | –                | –                | q            | 46           | –                | –                | q               | q                 | 38         | –                 | –                 | –                 | –                 |
| Anna Odine Strøm | 10                | 11                | 12                | 26             | 9              | 9             | 7             | 7         | 2         | 6            | 10           | 7                | 9                | 10           | 15           | 10               | 14               | 9               | 9                 | 10         | 3                 | 9                 | 10                | 17                |
| Polska |                   |                   |                   |                |                |               |               |           |           |              |              |                  |                  |              |              |                  |                  |                 |                   |            |                   |                   |                   |                   |
| Kamila Karpiel | q                 | q1                | 40                | q              | q              | –             | –             | –         | –         | –            | –            | q                | 36               | 30           | 26           | –                | –                | 37              | 28                | 33         | –                 | –                 | –                 | –                 |
| Kinga Rajda | q1                | q1                | q                 | 34             | q              | –             | –             | –         | –         | –            | –            | 31               | q                | 40           | 25           | –                | –                | q               | 29                | 36         | –                 | –                 | –                 | –                 |
| Anna Twardosz | 35                | q                 | q                 | q              | q              | –             | –             | –         | –         | –            | –            | q                | q                | –            | –            | –                | –                | –               | –                 | –          | –                 | –                 | –                 | –                 |
| Rosja |                   |                   |                   |                |                |               |               |           |           |              |              |                  |                  |              |              |                  |                  |                 |                   |            |                   |                   |                   |                   |
| Irina Awwakumowa | –                 | –                 | –                 | –              | –              | –             | –             | –         | –         | 29           | 28           | –                | –                | –            | –            | –                | –                | –               | –                 | –          | 18                | dsq               | 20                | –                 |
| Aleksandra Barancewa | q1                | 35                | 36                | dsq            | 32             | q             | 38            | 29        | 32        | –            | –            | q                | q                | 39           | dsq          | –                | –                | –               | –                 | –          | 36                | –                 | 36                | –                 |
| Alina Borodina | –                 | –                 | –                 | –              | –              | –             | –             | –         | –         | –            | –            | –                | –                | –            | –            | –                | –                | –               | –                 | –          | 40                | –                 | 40                | –                 |
| Lidija Jakowlewa | 8                 | 1                 | 6                 | 4              | 6              | 27            | 18            | 6         | 10        | –            | –            | 7                | 14               | 8            | 5            | dsq              | 21               | 30              | 27                | q          | 22                | 24                | 31                | 29                |
| Ksienija Kabłukowa | 34                | 36                | 27                | q              | q              | 34            | 34            | 36        | 28        | 28           | 25           | 40               | 39               | q            | 23           | 29               | 37               | 32              | 36                | 39         | 32                | 28                | 30                | –                 |
| Aleksandra Kustowa | 22                | 23                | 5                 | 28             | 28             | 31            | 20            | 14        | 7         | 16           | 17           | 36               | 11               | 20           | 8            | 34               | 26               | 23              | 13                | 11         | 14                | 11                | 19                | 19                |
| Stiefanija Nadymowa | –                 | –                 | –                 | –              | –              | –             | –             | –         | –         | –            | –            | –                | –                | –            | –            | –                | –                | –               | –                 | –          | 38                | –                 | –                 | –                 |
| Kristina Prokopjewa | –                 | –                 | –                 | –              | –              | –             | –             | –         | –         | –            | –            | –                | –                | –            | –            | –                | –                | –               | –                 | –          | q1                | –                 | q                 | –                 |
| Anna Szpyniowa | 36                | 37                | 32                | –              | –              | –             | –             | –         | –         | –            | –            | –                | –                | 17           | 24           | 15               | 38               | –               | –                 | –          | 10                | 19                | 27                | 22                |
| Sofja Tichonowa | 17                | 16                | 23                | 8              | 8              | 23            | 13            | 18        | 19        | 13           | 12           | 12               | 13               | 16           | 6            | 23               | 23               | 16              | 30                | 34         | 15                | 14                | 11                | 21                |
| Anna Żukowa | –                 | –                 | –                 | –              | –              | –             | –             | –         | –         | –            | –            | –                | –                | –            | –            | –                | –                | –               | –                 | –          | q                 | –                 | q                 | –                 |
| Rumunia |                   |                   |                   |                |                |               |               |           |           |              |              |                  |                  |              |              |                  |                  |                 |                   |            |                   |                   |                   |                   |
| Daniela Haralambie | q                 | 17                | 31                | 31             | 20             | 40            | 35            | 38        | 34        | 25           | 21           | 32               | 31               | 29           | 38           | 32               | 31               | 33              | 16                | 27         | 23                | 21                | 24                | 25                |
| Carina Militaru | q                 | q                 | q                 | q              | q              | –             | –             | –         | –         | –            | –            | –                | –                | –            | –            | –                | –                | –               | –                 | –          | –                 | –                 | –                 | –                 |
| Diana Trâmbițaș | q                 | q                 | q                 | q              | q              | q             | q             | 47        | 39        | 38           | 38           | q                | q                | q            | dns          | q2               | q2               | –               | –                 | –          | –                 | –                 | –                 | –                 |
| Słowacja |                   |                   |                   |                |                |               |               |           |           |              |              |                  |                  |              |              |                  |                  |                 |                   |            |                   |                   |                   |                   |
| Viktória Šidlová | –                 | –                 | –                 | –              | –              | –             | –             | –         | –         | –            | –            | q                | q                | –            | –            | –                | –                | –               | –                 | –          | –                 | –                 | –                 | –                 |
| Słowenia |                   |                   |                   |                |                |               |               |           |           |              |              |                  |                  |              |              |                  |                  |                 |                   |            |                   |                   |                   |                   |
| Urša Bogataj | 12                | 12                | 20                | 6              | 9              | 17            | 16            | 10        | 16        | 12           | 14           | 9                | 17               | 3            | 9            | 3                | 9                | 15              | 18                | 14         | 11                | 6                 | 8                 | 9                 |
| Jerneja Brecl | 31                | 24                | 19                | 35             | q              | 16            | 26            | –         | –         | –            | –            | 21               | 25               | 24           | 14           | 20               | 15               | 19              | 12                | 25         | 35                | 20                | 22                | 13                |
| Ema Klinec | 9                 | 3                 | 16                | 3              | 4              | –             | –             | –         | –         | –            | –            | –                | –                | –            | –            | –                | –                | –               | –                 | –          | –                 | –                 | –                 | –                 |
| Katra Komar | –                 | –                 | –                 | –              | –              | 33            | 36            | –         | –         | –            | –            | 35               | 30               | 25           | 21           | 31               | 27               | q               | 17                | 22         | –                 | –                 | –                 | –                 |
| Nika Križnar | 13                | 7                 | 10                | 5              | 7              | 14            | 12            | 5         | 12        | 5            | 6            | 5                | 12               | 6            | 4            | 18               | 8                | 8               | 6                 | 8          | 16                | 4                 | 6                 | 3                 |
| Špela Rogelj | 30                | q                 | 26                | 12             | 16             | 30            | 27            | 16        | 35        | 21           | 18           | 24               | 18               | 14           | 37           | 21               | 16               | 13              | 39                | 24         | 17                | 16                | 15                | 24                |
| Maja Vtič | 20                | 26                | 34                | q              | 29             | 32            | 23            | 35        | 33        | 19           | 20           | 30               | 19               | q            | 32           | 27               | 30               | 39              | 38                | 30         | 29                | 30                | 28                | 30                |
| Stany Zjednoczone |                   |                   |                   |                |                |               |               |           |           |              |              |                  |                  |              |              |                  |                  |                 |                   |            |                   |                   |                   |                   |
| Nita Englund | 39                | 30                | q                 | q              | 40             | 38            | 33            | 30        | 21        | 20           | dsq          | 28               | 35               | 33           | 29           | –                | –                | 37              | 31                | 29         | 30                | 33                | 33                | –                 |
| Tara Geraghty-Moats | q1                | q                 | q                 | –              | –              | q             | 39            | 43        | 40        | 33           | 35           | q                | q                | q            | 51           | –                | –                | –               | –                 | –          | 31                | –                 | –                 | –                 |
| Nina Lussi | –                 | –                 | –                 | –              | –              | q1            | q1            | 39        | 36        | 30           | 30           | –                | –                | q            | 47           | –                | –                | q               | 41                | q          | 37                | 32                | 39                | –                 |
| Logan Sankey | –                 | –                 | –                 | –              | –              | –             | –             | 48        | 43        | 40           | 36           | q                | q                | q            | 53           | –                | –                | –               | –                 | –          | –                 | –                 | –                 | –                 |
| Szwecja |                   |                   |                   |                |                |               |               |           |           |              |              |                  |                  |              |              |                  |                  |                 |                   |            |                   |                   |                   |                   |
| Astrid Moberg | q                 | q                 | q                 | q              | q              | –             | –             | –         | –         | –            | –            | –                | –                | q1           | 55           | q                | q                | q               | q                 | q          | –                 | –                 | –                 | –                 |
| Frida Westman | q1                | q                 | q                 | q2             | q2             | –             | –             | –         | –         | –            | –            | –                | –                | –            | –            | –                | –                | –               | –                 | –          | –                 | –                 | –                 | –                 |
| Węgry |                   |                   |                   |                |                |               |               |           |           |              |              |                  |                  |              |              |                  |                  |                 |                   |            |                   |                   |                   |                   |
| Virág Vörös | q                 | q                 | q                 | q              | q              | –             | –             | –         | –         | –            | –            | q                | q                | q            | 54           | –                | –                | –               | –                 | –          | –                 | –                 | –                 | –                 |
| Włochy |                   |                   |                   |                |                |               |               |           |           |              |              |                  |                  |              |              |                  |                  |                 |                   |            |                   |                   |                   |                   |
| Veronica Gianmoena | –                 | –                 | –                 | –              | –              | –             | –             | –         | –         | –            | –            | q                | q                | q            | 50           | –                | –                | –               | –                 | –          | –                 | –                 | –                 | –                 |
| Lara Malsiner | 16                | 14                | q1                | 13             | 12             | 29            | 21            | –         | –         | –            | –            | 18               | 7                | 15           | 7            | 14               | 12               | 20              | 11                | 15         | 6                 | 17                | 18                | 18                |
| Elena Runggaldier | 18                | 28                | 21                | 37             | 38             | 12            | 9             | 31        | 15        | 23           | 22           | –                | –                | q            | 18           | 26               | 25               | 36              | 10                | 16         | 28                | 25                | 16                | 15                |
| Arianna Sieff | –                 | –                 | –                 | –              | –              | –             | –             | –         | –         | –            | –            | –                | –                | –            | 56           | –                | –                | –               | –                 | –          | –                 | –                 | –                 | –                 |
| 1-3 4-30 poniżej 30 q – Zawodniczka nie zakwalifikowała się do konkursu głównego. dns – Zawodniczka zakwalifikowana nie wystartowała w konkursie. dsq – Zawodniczka została zdyskwalifikowana w konkursie głównym. – – Zawodniczka niezgłoszona do konkursu. |                   |                   |                   |                |                |               |               |           |           |              |              |                  |                  |              |              |                  |                  |                 |                   |            |                   |                   |                   |                   |
| 1 Dyskwalifikacja w kwalifikacjach. 2 Zawodniczka zgłoszona nie wystartowała w kwalifikacjach. |                   |                   |                   |                |                |               |               |           |           |              |              |                  |                  |              |              |                  |                  |                 |                   |            |                   |                   |                   |                   |

## Konkursy drużynowe
| Zawodniczka                | Zaō 19.01 | Ljubno 09.02 |
| -------------------------- | --------- | ------------ |
| Austria                    | 2         | 3            |
| Lisa Eder                  | –         | +            |
| Chiara Hölzl               | +         | +            |
| Daniela Iraschko-Stolz     | +         | –            |
| Eva Pinkelnig              | +         | +            |
| Jacqueline Seifriedsberger | +         | +            |
| Chiny                      | 8         | –            |
| Li Xueyao                  | +         | –            |
| Ma Tong                    | +         | –            |
| Wang Sijia                 | +         | –            |
| Zhou Fangyu                | +         | –            |
| Czechy                     | –         | 9            |
| Barbora Blažková           | –         | +            |
| Karolína Indráčková        | –         | +            |
| Marta Křepelková           | –         | +            |
| Zdena Pešatová             | –         | +            |
| Francja                    | –         | 7            |
| Océane Avocat Gros         | –         | +            |
| Léa Lemare                 | –         | +            |
| Lucile Morat               | –         | +            |
| Joséphine Pagnier          | –         | +            |
| Japonia                    | 3         | 4            |
| Yūki Itō                   | +         | +            |
| Kaori Iwabuchi             | +         | –            |
| Nozomi Maruyama            | –         | +            |
| Yūka Setō                  | +         | +            |
| Sara Takanashi             | +         | +            |
| Niemcy                     | 1         | 1            |
| Katharina Althaus          | +         | +            |
| Anna Rupprecht             | –         | +            |
| Juliane Seyfarth           | +         | +            |
| Ramona Straub              | +         | –            |
| Carina Vogt                | +         | +            |
| Norwegia                   | 4         | 6            |
| Ingebjørg Saglien Bråten   | +         | +            |
| Maren Lundby               | +         | +            |
| Silje Opseth               | +         | +            |
| Anna Odine Strøm           | +         | +            |
| Rosja                      | 6         | 5            |
| Aleksandra Barancewa       | +         | –            |
| Lidija Jakowlewa           | +         | +            |
| Aleksandra Kustowa         | +         | +            |
| Anna Szpyniowa             | –         | +            |
| Sofja Tichonowa            | +         | +            |
| Słowenia                   | 5         | 2            |
| Urša Bogataj               | +         | +            |
| Jerneja Brecl              | –         | +            |
| Nika Križnar               | +         | +            |
| Špela Rogelj               | +         | +            |
| Maja Vtič                  | +         | –            |
| Stany Zjednoczone          | 7         | 10           |
| Nita Englund               | +         | +            |
| Tara Geraghty-Moats        | +         | +            |
| Nina Lussi                 | +         | +            |
| Logan Sankey               | +         | +            |
| Włochy                     | –         | 8            |
| Veronica Gianmoena         | –         | +            |
| Lara Malsiner              | –         | +            |
| Elena Runggaldier          | –         | +            |
| Arianna Sieff              | –         | +            |

## Klasyfikacje

### Klasyfikacja generalna
| Miejsce | Zawodniczka                | Występy | Punkty | Strata |
| ------- | -------------------------- | ------- | ------ | ------ |
| 1.      | Maren Lundby               | 24      | 1909   | –      |
| 2.      | Katharina Althaus          | 24      | 1493   | -416   |
| 3.      | Juliane Seyfarth           | 24      | 1451   | -458   |
| 4.      | Sara Takanashi             | 24      | 1190   | -719   |
| 5.      | Nika Križnar               | 24      | 826    | -1083  |
| 6.      | Eva Pinkelnig              | 24      | 825    | -1084  |
| 7.      | Anna Odine Strøm           | 24      | 717    | -1192  |
| 8.      | Daniela Iraschko-Stolz     | 14      | 701    | -1208  |
| 9.      | Carina Vogt                | 24      | 686    | -1223  |
| 10.     | Chiara Hölzl               | 24      | 644    | -1265  |
| 11.     | Urša Bogataj               | 24      | 627    | -1282  |
| 12.     | Yūki Itō                   | 22      | 571    | -1338  |
| 13.     | Lidija Jakowlewa           | 21      | 509    | -1400  |
| 14.     | Ramona Straub              | 16      | 449    | -1460  |
| 15.     | Sofja Tichonowa            | 24      | 399    | -1510  |
| 16.     | Silje Opseth               | 22      | 381    | -1528  |
| 17.     | Jacqueline Seifriedsberger | 24      | 360    | -1549  |
| 18.     | Lara Malsiner              | 19      | 359    | -1550  |
| 19.     | Aleksandra Kustowa         | 24      | 346    | -1563  |
| 20.     | Nozomi Maruyama            | 23      | 283    | -1626  |
| 21.     | Špela Rogelj               | 23      | 228    | -1681  |
| 22.     | Yūka Setō                  | 20      | 217    | -1692  |
| 23.     | Elena Runggaldier          | 21      | 215    | -1694  |
| 24.     | Ema Klinec                 | 5       | 214    | -1695  |
| 25.     | Anna Rupprecht             | 19      | 209    | -1700  |
| 26.     | Jerneja Brecl              | 19      | 187    | -1722  |
| 27.     | Kaori Iwabuchi             | 21      | 142    | -1767  |
| 28.     | Lucile Morat               | 20      | 105    | -1804  |
| 29.     | Julia Kykkänen             | 22      | 104    | -1805  |
| 30.     | Joséphine Pagnier          | 14      | 94     | -1815  |
| 31.     | Léa Lemare                 | 14      | 93     | -1816  |
| 31.     | Daniela Haralambie         | 23      | 93     | -1816  |
| 33.     | Anna Szpyniowa             | 11      | 88     | -1821  |
| 34.     | Svenja Würth               | 13      | 87     | -1822  |
| 35.     | Maja Vtič                  | 22      | 75     | -1834  |
| 36.     | Li Xueyao                  | 13      | 57     | -1852  |
| 37.     | Katra Komar                | 10      | 44     | -1865  |
| 38.     | Pauline Heßler             | 14      | 36     | -1873  |
| 38.     | Ingebjørg Saglien Bråten   | 13      | 36     | -1873  |
| 40.     | Nita Englund               | 19      | 31     | -1878  |
| 41.     | Ksienija Kabłukowa         | 20      | 30     | -1879  |
| 42.     | Irina Awwakumowa           | 5       | 29     | -1880  |
| 43.     | Océane Avocat Gros         | 18      | 22     | -1887  |
| 44.     | Lisa Eder                  | 5       | 12     | -1897  |
| 45.     | Julia Clair                | 4       | 9      | -1900  |
| 45.     | Kamila Karpiel             | 7       | 9      | -1900  |
| 47.     | Kinga Rajda                | 6       | 8      | -1901  |
| 47.     | Misaki Shigeno             | 3       | 8      | -1901  |
| 49.     | Agnes Reisch               | 2       | 6      | -1903  |
| 49.     | Štěpánka Ptáčková          | 3       | 6      | -1903  |
| 49.     | Karolína Indráčková        | 10      | 6      | -1903  |
| 52.     | Haruka Iwasa               | 7       | 5      | -1904  |
| 53.     | Natalie Eilers             | 3       | 4      | -1905  |
| 54.     | Selina Freitag             | 2       | 3      | -1906  |
| 54.     | Shihori Ōi                 | 5       | 3      | -1906  |
| 56.     | Aleksandra Barancewa       | 11      | 2      | -1907  |
| 56.     | Nina Lussi                 | 8       | 2      | -1907  |
| 58.     | Zdena Pešatová             | 5       | 1      | -1908  |

### Klasyfikacja drużynowa
| Miejsce | Reprezentacja     | Występy | Konkursy | Konkursy | Punkty | Strata |
| Miejsce | Reprezentacja     | Występy | Ind.     | Druż.    | Punkty | Strata |
| ------- | ----------------- | ------- | -------- | -------- | ------ | ------ |
| 1.      | Niemcy            | 26      | 4420     | 800      | 5220   | –      |
| 2.      | Norwegia          | 26      | 3043     | 400      | 3443   | -1777  |
| 3.      | Austria           | 26      | 2542     | 650      | 3192   | -2028  |
| 4.      | Japonia           | 26      | 2419     | 550      | 2969   | -2251  |
| 5.      | Słowenia          | 26      | 2201     | 550      | 2751   | -2469  |
| 6.      | Rosja             | 26      | 1403     | 350      | 1753   | -3467  |
| 7.      | Włochy            | 25      | 574      | 50       | 624    | -4596  |
| 8.      | Francja           | 25      | 323      | 100      | 423    | -4797  |
| 9.      | Stany Zjednoczone | 21      | 33       | 100      | 133    | -5087  |
| 10.     | Chiny             | 15      | 57       | 50       | 107    | -5113  |
| 11.     | Finlandia         | 22      | 104      | –        | 104    | -5116  |
| 12.     | Rumunia           | 23      | 93       | –        | 93     | -5127  |
| 13.     | Polska            | 10      | 17       | –        | 17     | -5203  |
| 14.     | Czechy            | 11      | 13       | 0        | 13     | -5207  |
| 15.     | Kanada            | 4       | 4        | –        | 4      | -5216  |

### KlasyfikacjaLillehammer Triple
Klasyfikacja końcowa turnieju
| Miejsce | Zawodniczka            | Występy | Punkty | Strata |
| ------- | ---------------------- | ------- | ------ | ------ |
| 1.      | Katharina Althaus      | 3       | 750,4  | –      |
| 2.      | Juliane Seyfarth       | 3       | 729,6  | -20,8  |
| 3.      | Ramona Straub          | 3       | 715,1  | -35,3  |
| 4.      | Lidija Jakowlewa       | 3       | 713,9  | -36,5  |
| 5.      | Daniela Iraschko-Stolz | 3       | 708,8  | -41,6  |
| 6.      | Maren Lundby           | 3       | 699,8  | -50,6  |
| 7.      | Eva Pinkelnig          | 3       | 698,3  | -52,1  |
| 8.      | Carina Vogt            | 3       | 687,9  | -62,5  |
| 9.      | Ema Klinec             | 3       | 685,4  | -65,0  |
| 10.     | Nika Križnar           | 3       | 674,1  | -76,3  |
| 11.     | Anna Odine Strøm       | 3       | 670,1  | -80,3  |
| 12.     | Yūki Itō               | 3       | 652,6  | -97,8  |
| 13.     | Urša Bogataj           | 3       | 646,7  | -103,7 |
| 14.     | Aleksandra Kustowa     | 3       | 634,5  | -115,9 |
| 15.     | Léa Lemare             | 3       | 624,0  | -126,4 |
| ...     |                        |         |        |        |

### KlasyfikacjaRaw Air
Klasyfikacja końcowa turnieju
| Miejsce | Zawodniczka            | Występy | Punkty | Strata |
| ------- | ---------------------- | ------- | ------ | ------ |
| 1.      | Maren Lundby           | 6       | 1144,6 | –      |
| 2.      | Katharina Althaus      | 6       | 1088,1 | -56,5  |
| 3.      | Juliane Seyfarth       | 6       | 1066,3 | -78,3  |
| 4.      | Daniela Iraschko-Stolz | 6       | 1055,9 | -88,7  |
| 5.      | Eva Pinkelnig          | 6       | 1033,8 | -110,8 |
| 6.      | Yūki Itō               | 6       | 972,2  | -172,4 |
| 7.      | Sara Takanashi         | 6       | 971,1  | -173,5 |
| 8.      | Chiara Hölzl           | 6       | 954,1  | -190,5 |
| 9.      | Nika Križnar           | 6       | 948,7  | -195,9 |
| 10.     | Anna Odine Strøm       | 6       | 938,9  | -205,7 |
| 11.     | Silje Opseth           | 6       | 929,2  | -215,4 |
| 12.     | Aleksandra Kustowa     | 6       | 896,2  | -248,4 |
| 13.     | Urša Bogataj           | 6       | 850,4  | -294,2 |
| 14.     | Carina Vogt            | 6       | 846,9  | -297,7 |
| 15.     | Lara Malsiner          | 6       | 845,1  | -299,5 |
| ...     |                        |         |        |        |

### KlasyfikacjaBlue Bird
Klasyfikacja końcowa turnieju
| Miejsce | Zawodniczka                | Występy | Punkty | Strata |
| ------- | -------------------------- | ------- | ------ | ------ |
| 1.      | Juliane Seyfarth           | 4       | 959,9  | –      |
| 2.      | Maren Lundby               | 4       | 939,0  | -20,9  |
| 3.      | Katharina Althaus          | 4       | 896,9  | -53,0  |
| 4.      | Chiara Hölzl               | 4       | 861,3  | -98,6  |
| 5.      | Nika Križnar               | 4       | 861,0  | -98,9  |
| 6.      | Sara Takanashi             | 4       | 857,8  | -102,1 |
| 7.      | Jacqueline Seifriedsberger | 4       | 848,5  | -111,4 |
| 8.      | Urša Bogataj               | 4       | 841,4  | -118,5 |
| 9.      | Eva Pinkelnig              | 4       | 841,2  | -118,7 |
| 10.     | Yūki Itō                   | 4       | 823,1  | -136,8 |
| 11.     | Anna Odine Strøm           | 4       | 811,1  | -148,8 |
| 12.     | Silje Opseth               | 4       | 804,2  | -155,7 |
| 13.     | Nozomi Maruyama            | 4       | 783,8  | -176,1 |
| 14.     | Lara Malsiner              | 4       | 780,7  | -179,2 |
| 15.     | Sofja Tichonowa            | 4       | 776,7  | -183,2 |
| ...     |                            |         |        |        |

## Zwyciężczynie kwalifikacji do zawodów
| Nr  | Data kwalifikacji | Data konkursu     | Miejsce     | Zawodniczka       |
| --- | ----------------- | ----------------- | ----------- | ----------------- |
| 1.  | 29 listopada 2018 | 30 listopada 2018 | Lillehammer | Sara Takanashi    |
| 2.  | 1 grudnia 2018    | 1 grudnia 2018    | Lillehammer | Juliane Seyfarth  |
| 3.  | 1 grudnia 2018    | 2 grudnia 2018    | Lillehammer | Ema Klinec        |
| 4.  | 14 grudnia 2018   | 15 grudnia 2018   | Prémanon    | Katharina Althaus |
| 5.  | 16 grudnia 2018   | 16 grudnia 2018   | Prémanon    | Katharina Althaus |
| 6.  | 11 stycznia 2019  | 12 stycznia 2019  | Sapporo     | Maren Lundby      |
| 7.  | 13 stycznia 2019  | 13 stycznia 2019  | Sapporo     | Ramona Straub     |
| –   | 18 stycznia 2019  | 18 stycznia 2019  | Zaō         | odwołane          |
| –   | 20 stycznia 2019  | 20 stycznia 2019  | Zaō         | odwołane          |
| –   | 25 stycznia 2019  | 26 stycznia 2019  | Râșnov      | odwołane          |
| –   | 27 stycznia 2019  | 27 stycznia 2019  | Râșnov      | odwołane          |
| 8.  | 1 lutego 2019     | 2 lutego 2019     | Hinzenbach  | Maren Lundby      |
| 9.  | 3 lutego 2019     | 3 lutego 2019     | Hinzenbach  | Katharina Althaus |
| 10. | 7 lutego 2019     | 8 lutego 2019     | Ljubno      | Katharina Althaus |
| –   | 10 lutego 2019    | 10 lutego 2019    | Ljubno      | odwołane          |
| 11. | 15 lutego 2019    | 16 lutego 2019    | Oberstdorf  | Maren Lundby      |
| 12. | 17 lutego 2019    | 17 lutego 2019    | Oberstdorf  | Katharina Althaus |
| 13. | 9 marca 2019      | 10 marca 2019     | Oslo        | Maren Lundby      |
| 14. | 11 marca 2019     | 12 marca 2019     | Lillehammer | Maren Lundby      |
| 15. | 13 marca 2019     | 14 marca 2019     | Trondheim   | Maren Lundby      |
| 16. | 16 marca 2019     | 16 marca 2019     | Niżny Tagił | Chiara Hölzl      |
| –   | 17 marca 2019     | 17 marca 2019     | Niżny Tagił | odwołane          |
| 17. | 22 marca 2019     | 23 marca 2019     | Czajkowskij | Maren Lundby      |

## Liderki klasyfikacji generalnej Pucharu Świata
Pozycja liderki Pucharu Świata należy do zawodniczki, która w dotychczas rozegranych zawodach zgromadziła najwięcej punktów do klasyfikacji generalnej cyklu. W przypadku równej liczby punktów, liderką Pucharu Świata jest ta zawodniczka, która ma na swoim koncie więcej wygranych konkursów. W konkursie indywidualnym inaugurującym nowy sezon żółty plastron, przeznaczony dla lidera, nosiła Maren Lundby – zwyciężczyni poprzedniej edycji PŚ.
| Nr | Zawodniczka       | Data objęcia pozycji lidera | Miejscowość               | Data utraty pozycji lidera                                    | Miejscowość                                                   | Liczba konkursów                                              |
| -- | ----------------- | --------------------------- | ------------------------- | ------------------------------------------------------------- | ------------------------------------------------------------- | ------------------------------------------------------------- |
| –  | Maren Lundby      | Triumfatorka PŚ 2017/2018   | Triumfatorka PŚ 2017/2018 | 30 listopada 2018                                             | Lillehammer                                                   | 1                                                             |
| 1. | Juliane Seyfarth  | 30 listopada 2018           | Lillehammer               | 1 grudnia 2018                                                | Lillehammer                                                   | 1                                                             |
| 2. | Maren Lundby      | 1 grudnia 2018              | Lillehammer               | 2 grudnia 2018                                                | Lillehammer                                                   | 1                                                             |
| 3. | Katharina Althaus | 2 grudnia 2018              | Lillehammer               | 27 stycznia 2019                                              | Râșnov                                                        | 8                                                             |
| 4. | Maren Lundby      | 27 stycznia 2019            | Râșnov                    | Triumfatorka klasyfikacji generalnej Pucharu Świata 2018/2019 | Triumfatorka klasyfikacji generalnej Pucharu Świata 2018/2019 | Triumfatorka klasyfikacji generalnej Pucharu Świata 2018/2019 |

## Liderki klasyfikacji generalnej Pucharu Narodów
Pozycja lidera Pucharu Narodów należy do kraju, który w dotychczas rozegranych zawodach zgromadził najwięcej punktów do klasyfikacji generalnej cyklu. Tytułu z poprzedniego sezonu obroniły reprezentantki Niemiec.
| Nr | Państwo | Data objęcia pozycji lidera | Miejscowość | Data utraty pozycji lidera                                     | Miejscowość                                                    | Liczba konkursów                                               |
| -- | ------- | --------------------------- | ----------- | -------------------------------------------------------------- | -------------------------------------------------------------- | -------------------------------------------------------------- |
| 1. | Niemcy  | 30 listopada 2018           | Lillehammer | Triumfatorzy klasyfikacji generalnej Pucharu Narodów 2018/2019 | Triumfatorzy klasyfikacji generalnej Pucharu Narodów 2018/2019 | Triumfatorzy klasyfikacji generalnej Pucharu Narodów 2018/2019 |